# Метт Г'юз
Меттью Аллен Г'юз (англ. Matthew Allen Hughes; нар. 13 жовтня 1973, Гіллсборо, Іллінойс, США) — американський спортсмен, професійний борець, спеціаліст зі змішаних бойових мистецтв (англ. MMA). Всеамериканський борець. Дворазовий чемпіон світу зі змішаних бойових мистецтв у напівсередній ваговій категорії за версією UFC (2001 — 2004, 2004 — 2006 роки), член Залу слави UFC. Г'юзу належить рекорд за кількістю перемог в UFC — 18.

## Біографія
Метт Г'юз народився 13 жовтня 1973 року в місті Гіллсборо, штат Іллінойс, США, в родині фермера. В юності захопився спортом, зокрема боротьбою. В шкільні роки виступав в регіональних чемпіонатах, зі змінним успіхом. Двічі ставав чемпіоном з вільної боротьби серед юніорів штату Іллінойс. Чотири рази ставав чемпіоном США з вільної боротьби серед юніорів, виступаючи за команди коледжу ім. Лінкольна і університету штату Іллінойс.

### Кар'єра в змішаних бойових мистецтвах
Кар'єру в змішаних єдиноборствах Г'юз почав у 1998 році успішними виступами на турнірах з джит кун до та боями у американській серії «Extreme Challenge», змагання в якій продовжував протягом чотирьох років, програвши лише раз американцю Деннісу Голлмену. Метт брав участь у двох «вісімках» (турнірах на вибування) під егідою "Extreme Challenge" — першу програв у фіналі вже згаданому Голлмену, а другу виграв, перемігши кожного з трьох суперників достроково.
В Абсолютний бійцівський чемпіонат (англ. UFC) Метт потрапляє у вересні 1999 року. Він дебютує на 22 етапі UFC і успішно проводить два бої. Третій бій, знову проти Денніса Холлмена, він програє, і деякий час бореться на інших рингах: в американських серіях WEF (Світовий чемпіонат екстремального бою) і «Extreme Challenge», в японській серії RINGS, а також бере участь у змаганнях із різних видів боротьби.
Г'юз повертається в UFC наприкінці 2001 року, вже досвідченим бійцем змішаного стилю із десятками перемог на рахунку. Він отримує пропозицію взяти участь у бою за звання чемпіона світу зі змішаних єдиноборств у напівсередній ваговій категорії, проти діючого чемпіона, канадця Карлоса Ньютона. У травні 2001 року Ньютон відібрав цей титул у друга і наставника Метта Г'юза — ветерана UFC Пета Мілетича, тому перемога над Ньютоном стала для Метта справою честі. Двобій двох борців, що пройшов в рамках 34 етапу чемпіонату, був складним і рівним у активності суперників. На другій хвилині другого раунду, у боротьбі на землі, Ньютон захопив Г'юза «трикутником» (удушення ногами). Долаючи опір опонента, на межі втрати свідомості від кров'яного удушення, Г'юз зміг піднятись, піднявши над собою Карлоса Ньютона, і кидком об настил рингу відправив його в нокаут. Таким чином Метт завоював титул чемпіона світу.
Метт Х'юз зберігає чемпіонський пояс протягом трьох років, проводячи раз за разом захисти титулу проти небезпечних супротивників, і врешті поступається першістю Бі Джей Пенну, який перейшов у напівсередню вагу із легкої спеціально для зустрічі з Г'юзом. Цей бій відбувся 31 січня 2004 року в рамках 46 етапу UFC. Пенн переміг Х'юза підкоренням, провівши удушення руками наприкінці першого раунду.

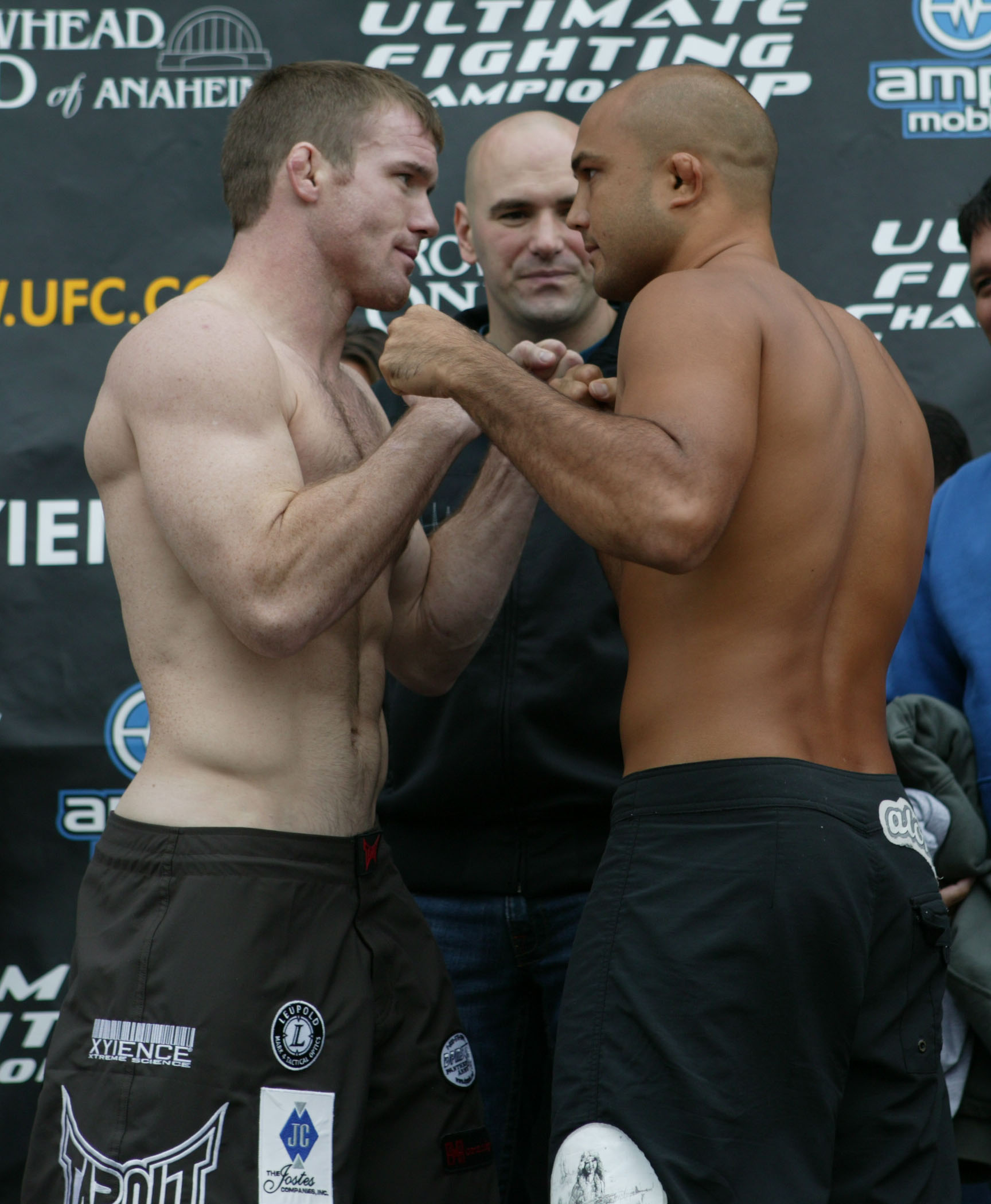
Метт Г'юз і Бі Джей Пенн перед виступом на 63 етапі UFC.

Втім, титул чемпіона не довго залишався зайнятим: не чекаючи реваншу, Пенн перейшов до виступів у турнірах K-1, мотивуючи свій вихід відсутністю сильних опонентів, тому адміністрація UFC позбавила його поясу. Титул чемпіона був оголошений вакантним, а претендентами стали Метт Г'юз і амбітний канадський боєць Жорж Сен-П'єр. На той час Сен-П'єр ще не представляв великої загрози для ХГюза, і колишній чемпіон світу досить швидко повернув собі титул, здолавши молодого канадця больовим прийомом на руку. За високу техніку виконання прийому Метт був нагороджений премією «Підкорення вечора».
Цього разу чемпіонський пояс залишається у власності Г'юза протягом двох років. Він проводить успішні захисти титулу, а також рейтингові бої, найвідомішим із яких став двобій із легендою змішаних єдиноборств Ройсом Ґрейсі. Ґрейсі, який протягом 10 років провів лише п'ять доволі неоднозначних боїв і прагнув нових звершень, сам наполягав на зустрічі з Г'юзом. Бій відбувся 27 травня 2006 року в рамках 60 етапу UFC і став однією із найважливіших подій спортивного світу того періоду. Широко розрекламований, цей захід привернув увагу близько 15 000 глядачів. За участь у двобої Ройс Ґрейсі отримав 400 000 доларів США, вчетверо більше, ніж Г'юз. Втім, цей бій він програв. Боротьба швидко перейшла в партер, де Метт здолав легендарного бійця градом ударів.
У вересні того ж року відбувся бій-реванш із Бі Джей Пенном. Цього разу бій завершився достроковою, перемогою для Г'юза і технічним нокаутом для Пенна, який на тривалий час залишає спроби здобути «напівсередній» пояс. Метт Х'юз ставить рекорд за кількістю успішних захистів титулу — 7 разів.
Ера «найбільш домінуючого чемпіона в історії UFC» завершилась наприкінці 2006 року — на 65 етапі Абсолютного бійцівського чемпіонату Жорж Сен-П'єр відібрав чемпіонський титул у Метта Г'юза. Поразкою для Метта завершились і бій-реванш і Сен-П'єром, вже третій їхній бій, і бій із бразильським бійцем Тіагу Алвесом, після чого Г'юз заявив про завершення кар'єри.
На початку 2009 року Г'юз повернувся в октагон. Мотивацією для чемпіона, за власними словами, було лише бажання знову змагатись. Він провів успішний бій із екс-чемпіоном UFC Меттом Серрою, за який був нагороджений премією «Бій вечора». У вересні 2009 року стало відомо про підписання Х'юзом контракту на ще декілька боїв.
2010 рік почався для екс-чемпіона успішно: на 112 етапі UFC він переміг технічним нокаутом ще одного представника клану Ґрейсі — Рензу Ґрейсі. 28 травня 2010 року Метт Г'юз став восьмим членом Залу слави UFC.
На 117 етапі UFC Х'юз отримав видовищну перемогу над сильним суперником і черговим представником школи Ґрейсі — Рікардо Альмейдою. Удушення, що закінчилось технічним підкоренням суперника (втрата свідомості) було відзначено премією «Підкорення вечора», четвертою такою премією в кар'єрі чемпіона.
Успішний поступ Метта завершився 20 листопада 2010 року, коли на 123 етапі UFC він втретє у своїй кар'єрі зустрівся в клітці з Бі Джей Пенном. Пенн повернувся у напівсередню вагу після черги поразок і втрати титулу у легкій ваговій категорії, і прагнув впевненої перемоги. Бій тривав 21 секунду. Екс-чемпіони ввійшли в розмін ударами, в ході якого «малюк Джей» правим прямим ударом відправив Х'юза в нокдаун і швидко добив на землі. В бліц-інтерв'ю після бою Метт Г'юз висловив велике розчарування результатом поєдинку і не зміг відповісти на запитання стосовно його майбутнього в спорті. Через десять місяців ветеран знову вийшов у октагон. Метт мав зустрітися з перможцем «Абсолютного бійця» Дієґо Санчесом, але той травмувався і на заміну йому вийшов Джош Кошчек, що входив до десятки найкращих бійців світу у категорії до 77 кг. Бій двох базових борців тривав у стійці і завершився для Г'юза нокаутом на останніх секундах першого раунду.

### Тренерська діяльність
Г'юз довгий час тренувався і тренував у команді Пета Мілетича «Miletich Fighting Systems», але в 2007 році заснував власну спортивну команду, яку очолює досі — «Hughes Intensive Training». Основною метою цієї організації є підготовка бійців змішаного стилю із спеціалізацією у вільній боротьбі.
Метт Г'юз був головним тренером на бійцівському реаліті-шоу «Абсолютний боєць» в другому і шостому сезонах. Бійці Г'юза перемагали обидва рази.

### Особисте життя
Метт, його дружина Одра, їх син Джой та донька Анна Грейс проживають в рідному місті Гіллсборо, штат Іллінойс.
У Метта є старша сестра Бет і брат-близнюк Марк, молодший за Метта на п'ять хвилин. Марк Г'юз також є професійним бійцем змішаного стилю.

## Статистика в змішаних бойових мистецтвах
| Результат | Противник         | Спосіб                                   | Раунд | Час   | Дата              | Місце                                | Подія                                               | Примітки |
| --------- | ----------------- | ---------------------------------------- | ----- | ----- | ----------------- | ------------------------------------ | --------------------------------------------------- | --- |
| Поразка   | Джош Кошчек       | Нокаут (удари кулаками)                  | 1     | 4:59  | 24 вересня 2011   | Денвер, Колорадо, США                | «UFC 135»                                           | |
| Поразка   | Бі Джей Пенн      | Нокаут (удари кулаками)                  | 1     | 0:21  | 20 листопада 2010 | Оберн-Гіллс, Мічиган, США            | «UFC 123»                                           | |
| Перемога  | Рікардо Альмейда  | Технічне підкорення (удушення руками)    | 1     | 3:15  | 7 серпня 2010     | Окленд, Каліфорнія, США              | «UFC 117»                                           | Виграв премію «Підкорення вечора». |
| Перемога  | Рензу Ґрейсі      | Технічний нокаут (удари кулаками)        | 3     | 4:40  | 10 квітня 2010    | Абу-Дабі, Об'єднані Арабські Емірати | «UFC 112»                                           | |
| Перемога  | Метт Серра        | Рішення суддів (одностайне)              | 3     | 5:00  | 23 травня 2009    | Лас-Вегас, Невада, США               | «UFC 98»                                            | Виграв премію «Бій вечора». |
| Поразка   | Тіагу Алвес       | Технічний нокаут (удари коліньми)        | 2     | 1:02  | 7 червня 2008     | Лондон, Англія, ВБ                   | «UFC 85»                                            | Домовлена вага: 80 кг. |
| Поразка   | Жорж Сен-П'єр     | Підкорення (больовий прийом на руку)     | 2     | 4:54  | 29 грудня 2007    | Лас-Вегас, Невада, США               | «UFC 79»                                            | Бій за титул тимчасового чемпіона в напівсередній ваговій категорії.                                                                                        |
| Перемога  | Кріс Лайтл        | Рішення суддів (одностайне)              | 3     | 5:00  | 3 березня 2007    | Колумбус, Огайо, США                 | «UFC 68»                                            | |
| Поразка   | Жорж Сен-П'єр     | Технічний нокаут (удари ногами і руками) | 2     | 1:25  | 18 листопада 2006 | Сакраменто, Каліфорнія, США          | «UFC 65»                                            | Втратив титул чемпіона в напівсередній ваговій категорії.                                                                                                   |
| Перемога  | Бі Джей Пенн      | Технічний нокаут (удари кулаками)        | 3     | 3:53  | 23 вересня 2006   | Анахайм, Каліфорнія, США             | «UFC 63»                                            | Захистив титул чемпіона в напівсередній ваговій категорії.                                                                                                  |
| Перемога  | Ройс Ґрейсі       | Технічний нокаут (удари кулаками)        | 1     | 4:39  | 27 травня 2006    | Лос-Анджелес, Каліфорнія, США        | «UFC 60»                                            | Домовлена вага: 80 кг. |
| Перемога  | Джо Ріґґс         | Підкорення (больовий прийом на руку)     | 1     | 3:26  | 19 листопада 2005 | Лас-Вегас, Невада, США               | «UFC 56»                                            | Виграв премію «Підкорення вечора». Бій класифікували як рейтинговий: Ріґґс замінив травмованого претендента на титул Каро Парісяна і не встиг зкинути вагу. |
| Перемога  | Френк Тріґґ       | Підкорення (удушення руками)             | 1     | 4:05  | 16 квітня 2005    | Лас-Вегас, Невада, США               | «UFC 52»                                            | Захистив титул чемпіона в напівсередній ваговій категорії.                                                                                                  |
| Перемога  | Жорж Сен-П'єр     | Підкорення (больовий прийом на руку)     | 1     | 4:59  | 22 жовтня 2004    | Атлантик-Сіті, Нью-Джерсі, США       | «UFC 50»                                            | Виграв титул чемпіона в напівсередній ваговій категорії. Виграв премію «Підкорення вечора».                                                                 |
| Перемога  | Ренату Веріссіму  | Рішення суддів (одностайне)              | 3     | 5:00  | 19 червня 2004    | Лас-Вегас, Невада, США               | «UFC 48»                                            | |
| Поразка   | Бі Джей Пенн      | Підкорення (удушення руками)             | 1     | 4:39  | 31 січня 2004     | Лас-Вегас, Невада, США               | «UFC 46»                                            | Втратив титул чемпіона в напівсередній ваговій категорії.                                                                                                   |
| Перемога  | Френк Тріґґ       | Підкорення (удушення руками)             | 1     | 3:54  | 21 листопада 2003 | Ансвіль, Коннектикут, США            | «UFC 45»                                            | Захистив титул чемпіона в напівсередній ваговій категорії. Виграв премію «Підкорення вечора».                                                               |
| Перемога  | Шон Шерк          | Рішення суддів (одностайне)              | 5     | 5:00  | 25 квітня 2003    | Маямі, Флорида, США                  | «UFC 42»                                            | Захистив титул чемпіона в напівсередній ваговій категорії.                                                                                                  |
| Перемога  | Гіл Кастілло      | Технічний нокаут (розсічення)            | 1     | 5:00  | 22 листопада 2002 | Лас-Вегас, Невада, США               | «UFC 40»                                            | Захистив титул чемпіона в напівсередній ваговій категорії.                                                                                                  |
| Перемога  | Карлос Ньютон     | Технічний нокаут (удари руками)          | 4     | 3:27  | 13 липня 2002     | Лондон, Англія, ВБ                   | «UFC 38»                                            | Захистив титул чемпіона в напівсередній ваговій категорії.                                                                                                  |
| Перемога  | Хаято Сакурай     | Технічний нокаут (удари руками)          | 4     | 3:01  | 22 березня 2002   | Лас-Вегас, Невада, США               | «UFC 36»                                            | Захистив титул чемпіона в напівсередній ваговій категорії.                                                                                                  |
| Перемога  | Карлос Ньютон     | Нокаут (кидок)                           | 2     | 1:27  | 2 листопада 2001  | Лас-Вегас, Невада, США               | «UFC 34»                                            | Виграв титул чемпіона в напівсередній ваговій категорії. |
| Перемога  | Стіві Гомм        | Технічний нокаут (удари кулаками)        | 2     | 3:18  | 8 вересня 2001    | Орем, Юта, США                       | «Extreme Challenge 43»                              | |
| Перемога  | Хіроміцу Канехара | Рішення суддів (переважне)               | 3     | 5:00  | 11 серпня 2001    | Токіо, Японія                        | «Rings: 10th Anniversary»                           | |
| Перемога  | Чет Лавендер      | Підкорення (удушення руками)             | 3     | 2:31  | 13 липня 2001     | Давенпорт, Айова, США                | «Extreme Challenge 41»                              | |
| Перемога  | Скотт Джонсон     | Нокаут (удар кулаком)                    | 1     | 3:24  | 16 червня 2001    | Спрингфілд, Іллінойс, США            | «Extreme Challenge 40»                              | |
| Перемога  | Джон Кронк        | Підкорення (удари кулаками)              | 1     |       | 11 травня 2001    | Омаха, Небраска, США                 | «Gladiators 14»                                     | |
| Перемога  | Брюс Нельсон      | Підкорення (удари кулаками)              | 1     | 3:01  | 31 березня 2001   | Расин, Вісконсин, США                | «Freestyle Combat Challenge 4»                      | |
| Перемога  | Бретт Аль-Аззаві  | Підкорення (больовий прийом на руку)     | 1     | 3:27  | 17 березня 2001   | Кансіл Блаффс, Айова, США            | «Rings USA: Battle of Champions»                    | |
| Поразка   | Жозе Ланді-Жонс   | Нокаут (удар коліном)                    | 1     | 4:45  | 8 лютого 2001     | Ель-Кувейт, Кувейт                   | «Shidokan Jitsu: Warriors War 1»                    | |
| Поразка   | Денніс Голлмен    | Підкорення (больовий прийом на руку)     | 1     | 0:21  | 16 грудня 2000    | Токіо, Японія                        | «UFC 29»                                            | |
| Перемога  | Мейнард Маркум    | Підкорення (больовий прийом на руку)     | 1     | 6:29  | 12 листопада 2000 | Брисбен, Австралія                   | «Rings Australia: Free Fight Battle»                | |
| Перемога  | Роббі Ньюмен      | Підкорення (удушення руками)             | 1     | 1:40  | 30 вересня 2000   | Молін, Іллінойс, США                 | «Rings USA: Rising Stars Final»                     | |
| Перемога  | Кріс Гейзмен      | Рішення суддів (одностайне)              | 2     | 5:00  | 23 серпня 2000    | Осака, Японія                        | «Rings: Millennium Combine 3»                       | |
| Перемога  | Джо Гуіст         | Підкорення (больовий прийом на руку)     | 1     | 2:45  | 29 червня 2000    | Давенпорт, Айова, США                | «Extreme Challenge 35»                              | |
| Перемога  | Маркелу Агуяр     | Технічний нокаут (розсічення)            | 1     | 4:34  | 9 червня 2000     | Сідар-Рапідс, Айова, США             | «UFC 26»                                            | |
| Перемога  | Шон Петерс        | Підкорення (удушення руками)             | 1     | 2:52  | 21 травня 2000    | Спрингфілд, Іллінойс, США            | «Extreme Challenge 32»                              | |
| Перемога  | Алезандре Баррус  | Рішення суддів (одностайне)              | 3     | 5:00  | 13 травня 2000    | Евансвілль, Індіана, США             | «WEF 9»                                             | |
| Перемога  | Ерік ДаВіла       | Підкорення (больовий прийом на руку)     | 2     | 3:24  | 15 квітня 2000    | Гонолулу, Гаваї, США                 | «SuperBrawl 17»                                     | |
| Перемога  | Жорже Перейра     | Технічний нокаут (розсічення)            | 1     | 6:00  | 15 січня 2000     | Рим, Джорджія, США                   | «WEF 8»                                             | |
| Перемога  | Деніел Віенна     | Технічний нокаут (кидок)                 | 1     |       | 20 листопада 1999 | США                                  | «Jeet Kune Do Challenge 4»                          | |
| Перемога  | Кларк Лаверн      | Підкорення (удушення руками)             | 2     | 1:35  | 13 листопада 1999 | Гейворд, Вісконсин, США              | «Extreme Challenge 29» Турнір вісьмох (фінал)       | Виграв турнір. |
| Перемога  | Том Шмітц         | Підкорення (травма)                      | 1     | 0:48  | 13 листопада 1999 | Гейворд, Вісконсин, США              | «Extreme Challenge 29» Турнір вісьмох (півфінал)    | |
| Перемога  | Джо Доерксен      | Підкорення (удари кулаками)              | 2     | 0:25  | 13 листопада 1999 | Гейворд, Вісконсин, США              | «Extreme Challenge 29» Турнір вісьмох (чвертьфінал) | |
| Перемога  | Валерій Ігнатов   | Рішення суддів (одностайне)              | 3     | 5:00  | 24 вересня 1999   | Лейк Чарльз, Луїзіана, США           | «UFC 22»                                            | |
| Перемога  | Акіхіро Ґоно      | Рішення суддів (одностайне)              | 3     | 5:00  | 29 травня 1999    | Йокогама, Японія                     | «Shooto — 10th Anniversary Event»                   | |
| Перемога  | Ерік Снайдер      | Технічний нокаут (кидок)                 | 3     | 5:00  | 24 квітня 1999    | Аврора, Іллінойс, США                | «Jeet Kune Do Challenge 3»                          | |
| Перемога  | Джо Стерн         | Технічний нокаут                         | 1     | 2:30  | 2 квітня 1999     | Індіанаполіс, Індіана, США           | «Extreme Challenge 23»                              | |
| Перемога  | Раян Стоут        | Технічний нокаут (рішення кутового)      | 2     | 5:00  | 11 грудня 1998    | Вокеша, Вісконсин, США               | «Extreme Shootfighting 23»                          | |
| Поразка   | Денніс Голлмен    | Технічне підкорення (удушення руками)    | 1     | 0:18  | 17 жовтня 1998    | Гейворд, Вісконсин, США              | «Extreme Challenge 21» Турнір вісьмох (фінал)       | |
| Перемога  | Дейв Менне        | Рішення суддів (одностайне)              | 1     | 15:00 | 17 жовтня 1998    | Гейворд, Вісконсин, США              | «Extreme Challenge 21» Турнір вісьмох (півфінал)    | |
| Перемога  | Віктор Гансейкер  | Технічний нокаут                         | 1     | 1:39  | 17 жовтня 1998    | Гейворд, Вісконсин, США              | «Extreme Challenge 21» Турнір вісьмох (чвертьфінал) | |
| Перемога  | Крейґ Квік        | Підкорення (удари кулаками)              | 1     |       | 25 квітня 1998    | Аврора, Іллінойс, США                | «Jeet Kune Do Challenge 2»                          | |
| Перемога  | Ерік Снайдер      | Підкорення (кидок)                       | 1     | 0:15  | 1 січня 1998      | Аврора, Іллінойс, США                | «Jeet Kune Do Challenge 1»                          | |